# Cafe racer
Café Racer («кафейный гонщик»: англ. café — кафе + racer — гонщик) — тип мотоцикла. Предназначен для скоростных поездок (прогулок) на небольшие расстояния. Дизайн оптимизирован для достижения скорости и управляемости в ущерб комфорту езды.
По данным журнала Популярная механика, термин кафейный гонщик возник в Англии 1960-х годов как ироническое название мотоциклистов, изображавших из себя «крутых» профессиональных гонщиков, паркуя свои машины рядом со своим столиком в кафе.

## История
В конце 1950-х — начале 1960-х годов в Лондоне начинается быстрое развитие мотодвижения; мотоциклисты часто собирались в пабах и кафе, и тогда было придумано оригинальное развлечение — гонки под музыку. Гоночная «трасса» от кафе «Ace Cafe» до ближайшей развязки составляла примерно 2 км в одну сторону, и уличным гонщикам нужно было успеть проехать это расстояние от кафе и обратно, пока играла песня в музыкальном автомате. Гонки получили название Caff, быстро став популярными, они начали привлекать все больше людей в «Ace Cafe».

## Особенности конструкции
Серийные мотоциклы были непригодны для подобных состязаний, и гонщики начали совершенствовать их, демонтируя все лишнее для уменьшения веса и устанавливая обтекатели для меньшего сопротивления воздуха. Руль сменили на клипоны, вытянутый узкий топливный бак и одиночное сиденье стали отличительной особенностью кафе-рейсеров.
Визуально похожи на кафе-рейсеры мотоциклы типа боббер. На боббере, в отличие от кафе-рейсера, оставлен руль, просто он занижен. Кроме того, кафе-рейсеры, как правило, изготавливаются из малокубатурных мотоциклов, бобберы — мотоциклов большого (от 1 литра) объёмов.

Первые кафе-рейсеры строились на базе британских мотоциклов, таких как Triumph Bonneville, Norton 500 Manx, Norton 30M и т. д. В 1970-х годах эти производители были серьезно оттеснены Yamaha, Suzuki, Honda и Kawasaki. Некоторые производители начали выпускать серийные кафе-рейсеры, среди них были Harley Davidson XLCR 1977 года и Suzuki GS1000S 1980 года выпуска.
Иконой культуры является классический британский мотоцикл Triumph Bonneville, на базе которого построено огромное количество «кафешников» разными кастомайзерами и мастерскими. Эта модель выпускается до сих пор в современном исполнении, но с оригинальным дизайном.